# 凌日

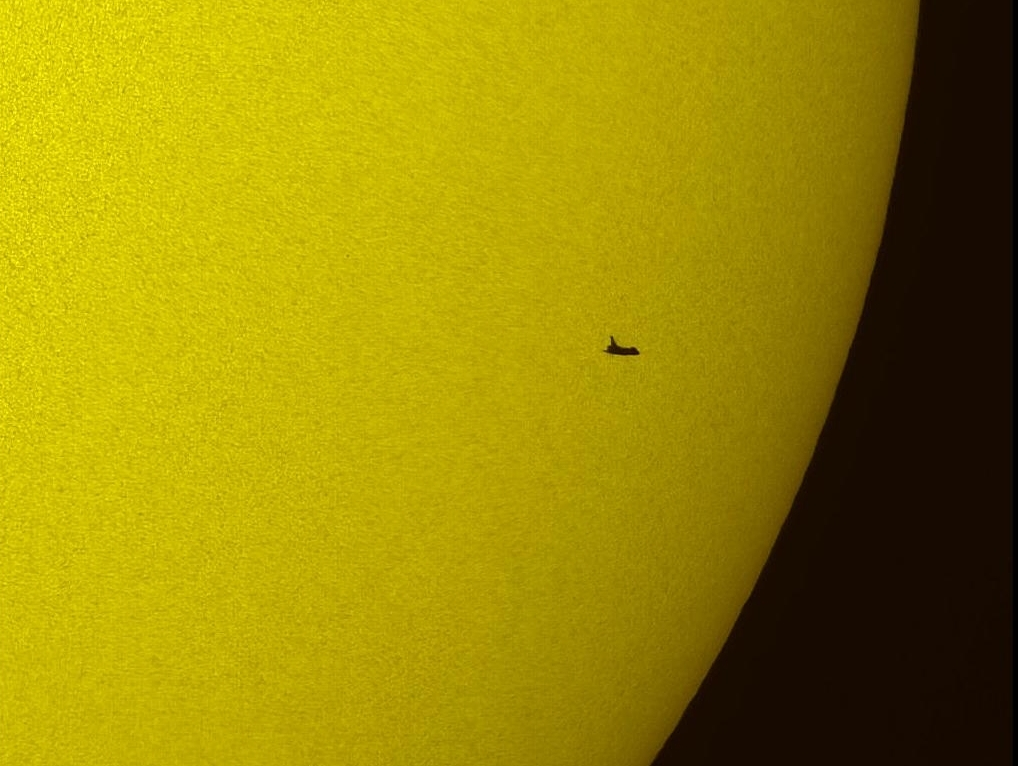
亞特蘭提斯號太空梭凌日時的影像。

凌日（solar transit；solar outage、solar fade、sun outage、sun fade）是一種天文現象，通常指有地內行星（金星或水星）從地球與太陽之間經過，在地球上的觀察者會發現有一個黑點從太陽通過，持續一個多小時，稱為凌日。而在地球之外的其他行星，除了水星之外，同樣也可觀測到其內側行星的凌日。太陽凌日只是幾種天文凌日類型之一。
目前在地球上可觀測到的凌日現象有金星凌日和水星凌日，德國天文學家開普勒在1629年預言：“1631年11月7日將發生水星凌日。”是人類天文史上第一次預言成功的例子。

利用凌日法偵測系外行星，下方的線圖代表不同時間地球所接收到的光量。

太陽系外行星也有些是以觀測母恆星光度變化，確認凌日發生，光度降低而被發現。

## 參看
- 衝日：指天體與太陽分在地球（或觀測者所處的行星）的兩側，且經度相差180度的現象。
- 合日：從地球（或觀測者所處的行星）觀察到太陽與天體在同經度的現象。
- 日凌
- 水星凌日
- 金星凌日